# Caja de Muertos
Caja de Muertos est une petite île inhabitée située à 8 km au sud de la côte sud de Porto Rico, faisant face à la municipalité de Ponce dont elle fait partie administrativement comme les îles de Cardona, Ratones, Morrillito, Gatas, Isla del Frío et Isla de Jueyes.

## Géographie
L'île mesure 3 km de long pour une superficie d'environ 1,54 km2.
Elle possède un phare, toujours en activité, construit en 1887 sous la domination espagnole et modernisé et automatisé en 1945 sous le contrôle des États-Unis.
Cerro Morrillo, dans le sud-ouest, est le point culminant qui s'élève à 52 mètres.

## Réserve naturelle
Le Conseil de planification de Porto Rico a désigné l'île en tant que réserve naturelle en 1980 sur la recommandation du programme de gestion de la zone côtière. L'île est restée une zone protégée depuis lors. La protection est principalement due au trafic de tortues de mer, une espèce en voie de disparition.

## Galerie

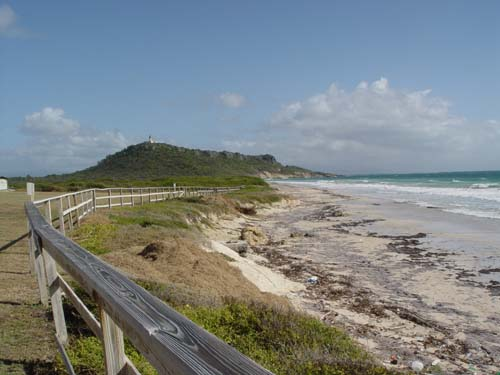
Caja de Muertos
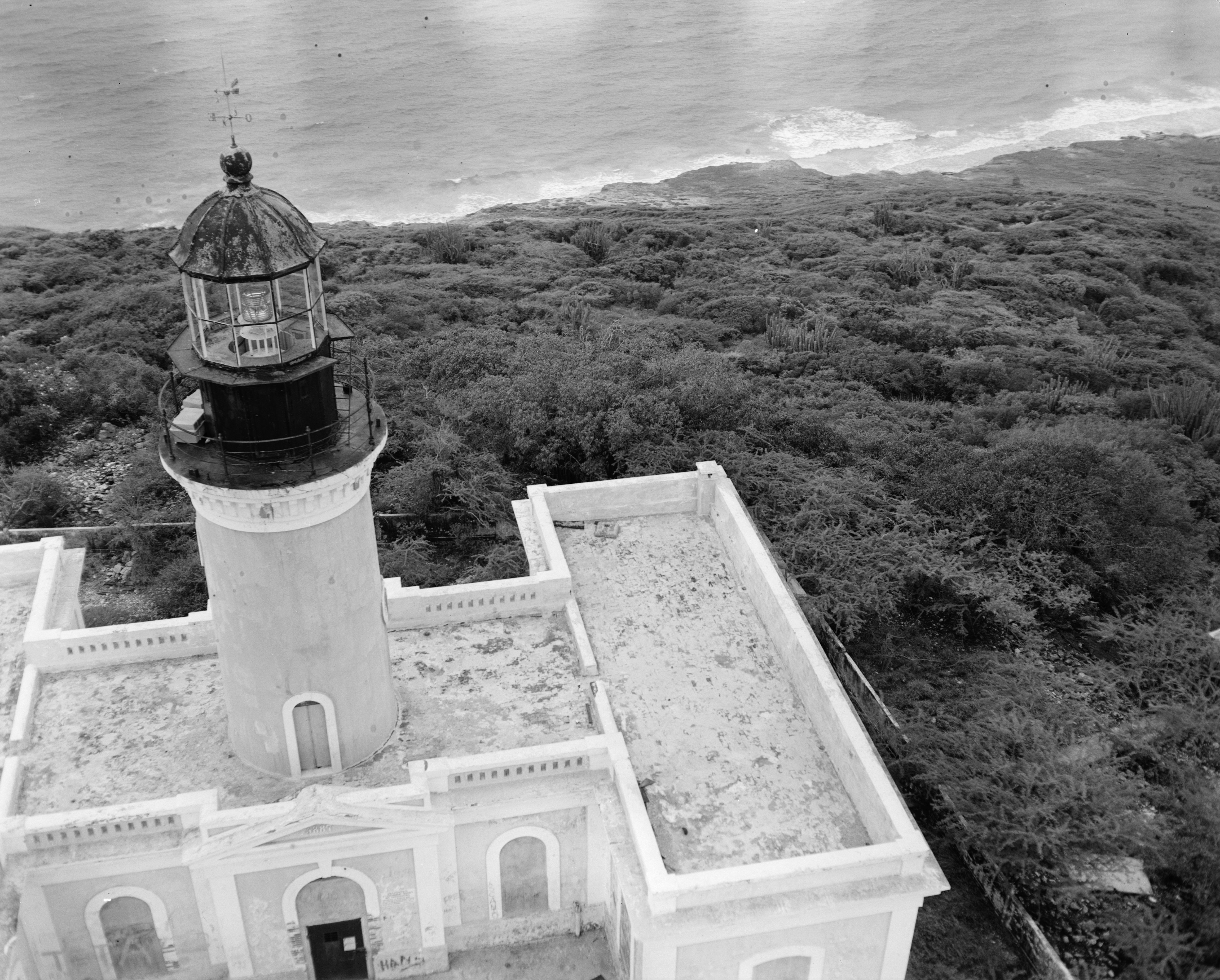
Le phare